# ستيفن هيليارد ستيرن
ستيفن هيليارد ستيرن هو كاتب سيناريو ومخرج كندي، ولد في 1 نوفمبر 1937 في تيمينز في كندا، وتوفي في 27 يونيو 2018 في إنسينو ‏ في الولايات المتحدة بسبب سرطان المعدة.

## وصلات خارجية
- ستيفن هيليارد ستيرن على موقع IMDb (الإنجليزية)
- ستيفن هيليارد ستيرن على موقع ألو سيني (الفرنسية)
- ستيفن هيليارد ستيرن على موقع أول موفي (الإنجليزية)
- ستيفن هيليارد ستيرن على موقع قاعدة بيانات الأفلام السويدية (السويدية)
- ستيفن هيليارد ستيرن على موقع قاعدة بيانات الفيلم (الإنجليزية)
- ستيفن هيليارد ستيرن على موقع كينوبويسك (الروسية)